# Aldo Donà
Aldo Sergio Gino Donà (Venezia, 23 settembre 1920 – Caracas, 29 ottobre 2011) è stato un cantante italiano.

## Biografia
Entra all'EIAR vincendo il secondo concorso per voci nuove Gara nazionale per gli artisti della canzone, indetto dall'ente radiofonico nel 1939, esordendo nel 1940 insieme a Silvana Fioresi nell'orchestra Angelini e proseguendo poi in quelle di Pippo Barzizza, Carlo Zeme e Beppe Mojetta.
Allo stesso periodo risalgono le prime incisioni, realizzate per la Cetra; nel 1947 incide le canzoni Abbasso le donne e La luna e sei soldi, tratte dalle colonne sonore dei rispettivi omonimi film.
Dotato di una voce baritonale lievemente rauca, canta anche in orchestre di jazz, esibendosi spesso con il noto chitarrista Michele Ortuso; il successo continua per tutto il decennio, finché, nel 1952 si trasferisce in Sudamerica a seguito di un ingaggio cinematografico; lì continua l'attività sino al periodo a cavallo tra gli anni settanta ed ottanta, quando, dopo essersi esibito ancora con successo per lungo tempo nei ritrovi più prestigiosi del Venezuela, si ritira a Caracas.
Nel 2006 il regista Pasquale Pozzessere ha inserito, nella colonna sonora della miniserie televisiva La provinciale, la canzone La ragazza del ritmo, della quale Donà, oltre che interprete, è stato anche autore del testo e della musica.
Tra i suoi motivi più famosi, si ricordano: Venezia, la luna e tu, Buonanotte Brasil, Bocca nel buio, La danza dello scoiattolo, Il tamburo della banda d'Affori (una delle sue canzoni più note, scritta da Mario Panzeri), Serenata ad un angelo, Ballerina, Botta e risposta, Suona balalaika e Tarantella d'amore.

## Discografia parziale

### Singoli
- 1939 - Chiesetta tra i fiori [Cathedral in the Pines] (Panzeri - Kenny) ritmo mod. [con Trio Lescano]  / Perché...  (Cergoli - Bracchi) - orchestra Barzizza (Cetra, IT 684)
- 1940 - Piccolo cuore (Chillin - Hector) ritmo mod. / Non sciupare il mio amore [Canta Alfredo Clerici) - orch. Angelini (Cetra IT 700)
- 1940 - Ti bacerò stasera (con la luna) (Di Lazzaro) ritmo allegro / Sempre più su (Mascheroni - Mendes) valzer - orch. Angelini - Cetra IT 702
- 1940 - Venezia la luna e tu (Derevitzky - Martelli) tango dal film "Una notte a Venezia" / Devi ricordare (Casiroli - Rastelli) slow fox - orch. da ballo dell'EIAR, dir. Angelini (Cetra IT 703)
- 1940 - Ritmo del mio cuore (Vicini) / Com'è bello far l'amore (Simi - Martelli - Neri) [canta Alfredo Clerici] - orch. Barzizza (Cetra IT 705]
- 1940 - Destati piccina (Papanti - Colombi - Chiappo) ritmo all. / Anime nel deserto (Nisa - Angelo) [canta Alfredo Clerici] - orch. Angelini (Cetra IT 727)
- 1940 - Nostalgia (Ferri - Galdieri) slow fox dal film "Traversata nera" [con Trio Triestino] / Donna Gelsomina [esegue il Trio Triestino]  - Carlo Prato e i suoi ritmi (Parlophon GP 93069)
- 1940 - Appuntamento con la luna (Frati - Schisa) ritmo allegro [con Gianni di Palma e Trio Lescano] / Quando il gallo canterà (Rizza - Panzeri) [canta Isa Bellini] (Parlophon GP 93091)
- 1940 - C'è sempre un ma... (Giari - Gargantino) ritmo mod. [con il Trio Lescano ] / Caro Camillo (Abriani - Tettoni) ritmo all. [con il Trio Lescano ] - orchestra Cetra, dir. Barzizza (Cetra DC 4144)
- 1941 - Strimpellando il pianoforte  (Pagano - Cherubini) [con Nella Colombo] ritmo mod. / L'eco della valle (Pagano - Cherubini) [canta Nella Colombo] – orch. della Rivista, dir. C. Zeme (Cetra DC 4173)
- 1941 - A zonzo (Filippini - Morbelli) / (?)
- 1941 - Chi sei tu (Frustaci - Rizzo) / Un bacio e... buonanotte (Siciliano - Mari) - orch. Barzizza (Cetra IT 863)
- 1941 - Ti voglio sempre bene (De Curtis - Furnò) ) ritmo mod. / Quando saremo soli (?) ritmo lento / - orch. Barzizza (Cetra IT 866)
- 1941 - Vieni dolce amore (Cavazzuti) lento / Quando una stella (Marchetti - Liri) [canta Alberto Rabagliati] (Cetra IT 874)
- 1941 - Chiesetta alpina (Arrigo - De Martino) [con Nella Colombo]  /  ?  - orch. della Rivista dir. c. Zeme ?
- 1941 - C'era una volta (Segurini - Saia) mod. - orch. Cetra, dir. Barzizza / Tu resti sempre nel cuor [canta Michele Montanari] (Cetra IT 982)
- 1941 - Ripeti sottovoce (?) lento / Invocazione [canta Michele Montanari] - orch. Barzizza (Cetra IT 1024)
- 1941 - È una canzone d'amore (D'Anzi - Nelli) ritmo mod. / Quando vo dalla ragazza (Valdes) - orch. dell'EIAR dir. Carlo Zeme (Cetra IT 1191)
- 1942 - Il tamburo della Banda d'Affori (Panzeri - Rastelli - Ravasini) ritmo all. [con Dea Garbaccio e Nella Colombo] / Il bicchiere della staffa [canta Nella Colombo] - orch. della Canzone, dir. Angelini (Cetra DC 4187)
- 1942 - Con me ti vorrei sul mio cuore (Szoboici - Alcioni) habanera / Ling - Ley (Ehrling - Liri) ritmo mod. - orchestra della Rivista, dir. Zeme (Cetra DC 4197)
- 1942 - Serenata ad un angelo (Rastelli - Casiroli) lento / Luciana (Raimondo) tango - orch. della Canzone, dir. Angelini (Cetra, DC 4202)
- 1942 - M'innamorai di te (Anepeta - Morini) ritmo all, / Biancarosa (Bonagura - Delta) valzer (Cetra DC 4237)
- 1942 - Serenata ad un angelo (Rastelli - Casiroli) lento / Estrellita [ canta artista non identif.] (Sonovox EC 3014)
- 1943 - Sorrentina (Caslar - Galdieri) / Violette nei capelli (Carducci - Sordi) valzer mod. - orch. Excelsius (Excelsius CF 1009)
- 1943 - Anche ad occhi chiusi (Valladi) ritmo mod. / Quel simpatico editore (Della Rondine) mod. - orch. della canzone, dir. Angelini (Parlophon, C 7977)
- 1944 - Melodie del cuore (Dongili - Frati) ritmo mod. / Il mulino sul fiume (Righi - Rossi) lento - orchestra Carlo Zeme (Parlophon, C 8073)
- 1944 - Signorina dove andate così in fretta (Di Stefano - Dedivitiis) ritmo all. / Veglia (Di Stefano - Dedivitiis)  ritmo mod. - Beltrami e il suo ritmo (Cetra DC 4284)
- 1944 - Un bacio... e buona notte (Siciliani - Mari) ritmo lento / È una canzone d'amore (D'Anzi - Nelli) (Cetra DC 4299)
- 1944 - Venezia, la luna e tu (Derewitzky-Martelli) tango / Canta il ruscello [con Lina Termini e Oscar Carboni] (Cetra, DC 4302)
- 1945 - I walk alone (Men vo solo) (Styne - Cahn - Ardo) / - ? orchestra Bruno Martelli (Voce del Padrone AV 659)
- 1945 - Io solo andrò [I'll walk alone] (Styne - Ardo) / Non saprai mai [You'll never know] - orch. Zeme (Cetra DC 4359)
- 1945 - Credere all'amore è un sogno (?) ritmo mod. / Anna Rosa (Sciorilli) - orch. Zeme (Cetra DC 4372)
- 1945 - Musica di sole (Ore d'incanto) (D'Arena - Nisa) lento / Over the raimbow (Harlen) ritmo mod. [canta Vittorio Belleli] - orchestra Mojetta (Cetra DC 4384)
- 1945 - Io solo andrò [I'll walk alone] (Styne - Ardo) / Non saprai mai [You'll never know] (Warren - Devilli) lento / - orch. Zeme (Cetra DC 4395)
- 1945 - Goodnight ovunque tu sia (Robertson - Hoffman - Watrion - Galdieri) lento / Sol per te (Madero - Frati) ritmo all. - orchestra Zeme (Cetra DC 4396)
- 1946 - Dietro il tempio del laghetto (Galassi - Bernardini) lento / Sei per sei (Kramer - Marchesi) ritmo all. (Cetra DC 4496)
- 1946 - Laura (Raskin - Mercer Devilli) ritmo mod. / Marisa (Fioravante - Grazzini) ritmo mod (Cetra, DC 4497)
- 1946 - Triestina mia (Poletto - Pigini) ritmo mod. / Gipsy (Larici - Reid) ritmo mod. - orch. Zeme (Cetra DC 4498)
- 1946 - Non m'importa saper (Touzet - Parish) ritmo mod. / Prigioniero d'amore (Calzia - Bracchi) ritmo mod. - orch. Zeme (Cetra DC 4500)
- 1946 - Ritmo del mio cuore (Vinci) ritmo all. / Com'è bello far l'amore (Simi - Martelli) [canta Alfredo Clerici] - orch. Barzizza (Cetra DC 4509)
- 1946 - Amore proibito (Salerno - Marguet) valzer dal film omon. / Un po' d'amore (Salerno) valzer (Cetra DC 4510)
- 1946 - I love you (Io t'amo sempre) (Fitch . Larici) / Lula lula (Olivieri) ritmo mod. - (Cetra DC 4511)
- 1946 - Il solitario della valle (Righi) ritmo mod. / Vecchio battello (Bolognese - De Santis) lento (Cetra DC 4512)
- 1946 - Oh bimba (Kramer - Bertini) ritmo mod. / Voce di paradiso (Redi - Nisa) (Cetra DC 4513)
- 1946 - Questo valzer (Abriani - Tettoni) / Sol per te (Madero - Frati) ritmo all. (Cetra DC 4514)
- 1946 - La fiera di San Colombano (Ravasini - Pinchi) ritmo all. / La bella di Cantù (Olivieri - Frati) [canta Gigi Beccaria] - orch. Mojetta (Cetra DC 4515)
- 1946 - Prima carezza (Marletta - De Torres) canzone / Sarò come tu mi vuoi (Gullmar - Galdieri) canzone (Cetra DC 4523)
- 1947 - Avevo una casetta (?) / Sorridendo (ti saluto amor mio) (Di Ceglie - Pinchi) ?
- 1947 - Un bacio (Mojetta - Tettoni) lento / Melodie des jours perdus (Alstone - Deani) slow - orch. Mojetta (Cetra DC 4557)
- 1947 - Perdonami (Rossi - Gargantino) lento / T'aspetto ancora (Pavesio - Larici) lento (Cetra DC 4572)
- 1947 - Amor mio good night (Olivieri - Nisa) slow / L'alba sorgerà (Villa - Pigini) ritmo lento  - orchestra Mojetta (Cetra DC 4576)
- 1947 - Pazzia d'amore [In a momento of madness] (McHugh - Devilli) ritmo mod. dal film "Due ragazze e un marinaio" / Romanza d'amore (Cugat - Corbello - Devilli) slow (Cetra, DC 4580)
- 1947 - Il mago dello swing (Devilli - Stoll) dal film "Due ragazze e un marinaio" / Sweet and lovely [canta Vittorio Belleli] - orch. Mojetta (Cetra, DC 4582)
- 1947 - Il peccato sei tu (Mascheroni - Testoni) slow /  Uno tzigano a Broadway (Trama - Francolini) song (Cetra DC 4583)
- 1947 - Non v'innamorate (Fisher - Devilli) ritmo mod. dal film "Gilda" / Perdonami (Rossi - Gargantino) - orch. Barzizza (Cetra DC 4584)
- 1947 - Rivederti (Giuliani - Tettoni) ritmo mod. / Mormora dolcemente (Merano - Panagini) ritmo mod. (Cetra DC 4587)
- 1947 - Capitan Cocoricò (?) ritmo all. [con i Radio Boys] / Lo sai dov'è Zazà? [con Mara Mauri] ritmo all. (Cetra, DC 4588)
- 1947 - Sei tanto bella (Otto - Giacobetti) ritmo all. / Gioia di vivere (Richmond) ritmo all. - orchestra Barzizza (Cetra DC 4589)
- 1947 - Sogno di Broadway (Vigevani - Ciocca) ritmo mod. / Rumba tabù (Vigevani - Ciocca) rumba [canta Gigi Beccaria] (Cetra DC 4595)
- 1947 - Tutto gira (intorno a me) (Rossi - Pinchi) ritmo mod. / Enrichetta (D'Arena - Larici) [canta Gigi Beccaria] (Cetra DC 4605)
- 1947 - Non temere la primavera (Ortuso - Serpi) ritmo mod. / Menzogna (Selyrn - Gramantieri) [canta Gigi Beccaria] (Cetra DC 4606)
- 1947 - Bomboniera azzurra (Redi - Nisa) ritmo mod. / Olandesina swing (D'Arena - Nisa) [canta Mara Mauri] (Cetra DC 4613)
- 1947 - Non ho più Camel (Consiglio) ritmo mod. / Piccola città (Polacci) ritmo mod. (Cetra DC 4617)
- 1947 - Angelo biondo [I should care] (Stordhal - Larici - Cahn) ritmo mod. dal film "Thrill of a romance" / Rosalba (Marbeni) ritmo mod. - orchestra Barzizza (Cetra DC 4618)
- 1947 - Ci-ca ci-ca bum (Warren - Devilli) [canta Gigi Beccaria] / Buona notte Brasile [Boa note Brasile (sic)] (Warren - Devilli) ritmo mod. dal film "Una notte a Rio" - orchestra Barzizza (Cetra DC 4619)
- 1947 - Holiday (Nerelli - Valabrega) rumba [con i Radio Boys] / Mariarosa alla festa va (Di Lazzaro) [cantano Mara Mauri e Sante Andreoli con Radio Boys]  - orch. Barzizza (Cetra DC 4620)
- 1947 - Baciar, baciar, baciare (Ciocca - Vigevani) / El bananeros (boogie woogie... che banane) (Vigevani - Ciocca) - orch. Mojetta (Cetra DC 4621)
- 1947 - Bocca nel buio (Redi - Nisa) / Rumba song (De Martino - Arrigo) [canta Gigi Beccaria] - orchestra Mojetta (Cetra DC 4622)
- 1947 - Mentre il tempo passa [As time goes by] (Devilli - Hupfield) dal film "Casablanca" / I had to be you [esegue Quartetto Stars] - orchestra Ortuso (Cetra DC 4633)
- 1947 - Peppone se ne va (Marbeni) ritmo all. / La solita canzone (Liberati) ritmo all. (Cetra DC 4635)
- 1947 - Sempre (Galassi - Bernardini) mod. / Stasera si fa l'opera (Ravasini - Larici) [cantano Mara Mauri, Duccio Palermo e Gigi Beccaria] - orch. Cetra, dir. Mojetta (Cetra DC 4641)
- 1947 - Abbasso le donne (Nisa - Selyn - Tigrana) / La luna e sei soldi (Selyn - Gramantieri) valzer dal film omon. (Cetra, DC 4642)
- 1947 - Nido d'amore (Romitelli - Fasola) slow / Ovunque sei tu (Fain - Devilli) slow (Cetra DC 4644)
- 1947 - Suona balalaika (Posford - Adorno) ritmo mod dal film "Balalaika" / Tu bella Gabriella [canta Gigi Beccaria] - orch. Barzizza (Cetra DC 4645)
- 1947 - Non piangere Mariù (la vita è breve) (Chillin - Valabrega) ritmo mod. / Pascà Pascà (Borsalino - Caraprese) ritmo all (Cetra DC 4646)
- 1947 - Katiuscia (D'Arena) [con i Radio Boys] swing / Chiesetta solitaria (De Martino - Arrigo) lento [cantano Sante Andreoli e Radio Boys] (Cetra DC 4647)
- 1947 - La serenata dell'arrotino (?) ritmo mod. / (?) (Cetra DC 4666)
- 1947 - Perfidia [strumentale] - Orchestra Cetra / Madonna amata (Norato) - orch. Ortuso (Cetra DC 4677)
- 1947 - Sette ballerine (Da Via - Gyo) ritmo all. / ? - orch. Mojetta (Cetra DC 4678)
- 1947 - La bongha (?) rumba / ?  (Cetra DC 4680)
- 1947 - Con te vorrei (Norato) rumba / ?  (Cetra DC 4681)
- 1947 - Adieu mon amour (?) slow / Butterfly mio amore (?) ritmo mod. (Cetra DC 4682)
- 1947 - La danse du spirou (La danza dello scoiattolo) (Stoguart) fox trot. mod. / El rancho grande (Posados) [cantano Ramon Monteiro e Conchita Velez] - orchestra tipica Argentina / - orch. Cetra dir. Mojetta (Cetra DC 4700)
- 1947 - Corimà (?) ritmo mod. / (?) (Cetra DC 4701)
- 1947 - Te vojo ben (L'eterno ritornello) (Bidoli) ritmo mod. / Toute la semaine (Tutta la settimana) (Clarel - Larue - Deani) - orch. "Musica in Bleu" dir. da B. Mojetta (Cetra, DC 4703)
- 1948 - Ci vedremo a Sorrento (?) [con Lidia Martorana] / Musica in piazza (Schisa – Cherubini) ritmo mod. [con Radio Boys] - orch. Cetra, dir. Barzizza (Cetra DC 4722)
- 1948 - Ti vorrei baciar (Fucilli - Marchesi) dalla rivista "Simpatia" /  ?  - orch. Rio Rita dir. da M. Ortuso (Cetra DC 4724)
- 1948 - Mam'selle (Goulding - Devilli) lento dal film "Il filo del rasoio" / A ciascuno il suo destino [To each his own] (Livingstone - Young) lento dal film omonimo - orch. "Musica in Bleu" dir. da B. Mojetta (Cetra DC 4725)
- 1948 - Perché (non posso dirti che t'amo) slow / (?) (Cetra DC 4727)
- 1948 - Bianco Natale (Berlin - Devilli) / (?) (Cetra DC 4732)
- 1948 - La pagina celeste (?) / (?) ritmo mod. (Cetra DC 4741)1948 - White Christmas (Berlin - Devilli) / Chiquita - orch. Florida dir. da P. Pavesio (Cetra DC 4732 - ristampa DC 5210)
- 1948 - Tormento / Susy (Ninna nanna delle bambole) (Cetra DC 4746)
- 1948 - Il nostro amore [Our love affair] [con Mara Mauri] / Pagina celeste - orchestra Mario Consiglio (Cetra, DC 4747)
- 1948 - Je vous aime (Coslow - Ardo) / Hanno rubato il Duomo di Milano [canta Gigi Beccaria] - orchestra Mojetta (Cetra DC 4791)
- 1948 - Ti porterò sul Cucciolo (Olivieri - Rastelli) valzer / I pompieri di Viggiù (Fragna - Larici) marcia - orch. Cetra, dir. Mojetta (Cetra, DC 4802)
- 1948 - Il pianino è partito da Napoli (Oliviero - Manlio) valzer [con Elena Beltrami] / Sul ponte de Rialto (Fermi - Bianchini) [con Elena Beltrami] - orchestra la Blue dir. da Beppe Mojetta (Cetra DC 4813)
- 1948 - Mama negra (Nisa) / Ti voglio baciar (Mascheroni) lento - orchestra Mojetta (Cetra DC 4814)
- 1948 - Pardon signora / Buona fortuna amore [canta Luciano Benevene] (Cetra DC 4824)
- 1948 - Rosse labbra (Fecchi - Nati - Conti) lento / Con chitarra e mandolini (Ravasini - Morbelli) marcia [con Quartetto Stars] - orchestra Cetra, dir. Barzizza (Cetra, DC 4860)
- 1948 - Presentimento (Ferrari - Nisa) slow / Balbettando (Pasero - Chiosso) [esegue Quartetto Stars] - orchestra Cetra, dir. Barzizza (Cetra DC 4861)
- 1948 - Ricordati ragazzo [Nature boy] (Devilli - Ahvez) / Ti voglio dar - orchestra Mojetta (Cetra DC 4865)
- 1948 - Congo (?) [con i Radio Boys] samba lenta / (?) (Cetra DC 4869)
- 1948 - M'hai detto "te quiero" [Te quiero dijiste] (Grever - Larici) dal film "Bellezze al bagno" / Scala B... (interno 16) (Ortuso - Meneghini) ritmo mod. - orch. Rio Rita dir. da M. Ortuso (Cetra DC 4872)
- 1948 - Rumba zab / Ballerina [Dance, ballerina dance] (Sigman - Larici - Testoni) - orch. Rio Rita dir. da M. Ortuso (Cetra DC 4873)
- 1948 - Dolce mammina [My yiddish momme] (Leonardi - Pollack - Yllen) / Sans pijama (Hotman - Locat) - orch. Barzizza (Cetra DC 4879)
- 1949 - S'en va el caiman (Pittoni - Pinchi) samba / Fa sempre bene (Olivieri - Ramazzotti) ranchera - orchestra Rio Rita, dir. M. Ortuso (Cetra DC 4903)
- 1949 - Dove sei, mon amour (Stern - Ardo) / Lanterna blu (Herbib - Premuda) - orch. Pavesio (Cetra, DC 4904)
- 1949 - La ragazza del ritmo (De Serra - Minoretti) / ?  - orch. Barzizza (Cetra DC 4911)
- 1949 - Ma cos'è mai l'amore (?) [canta Lidia Martorana] / Amami (Petruzzellis - Crucitto) - orch. P. Pavesio (Cetra DC 4914) 1948
- 1949 - Ti porterò lontano (?) valzer / (?) (Cetra DC 4917)
- 1949 - La mia girl [Cover girl] (Kern) / Ombre del passato (Kern) (Cetra DC 4918)
- 1949 - È tanto bella ma... (Loprieno - Panzeri) [con Carla Boni] / ?  - orch. della canzone, dir. Angelini (Cetra DC 4922)
- 1949 - Tessilmoda (Allegriti - Gheri) samba [canta Nilla Pizzi] / Non sai dirmi perché (Allegriti) beguine - C. Allegriti e i suoi solisti (Cetra DC 4936)
- 1949 - Brio di giovinezza (Pavesio - Lampo) ritmo mod. / Non baciarmi più!... (Pavesio - Fouché) ritmo mod. - orch Florida dir. da P. Pavesio (Cetra DC 4979)
- 1949 - Pescatore di Fertilia (Bernazza) / Nostalgia Giuliana (Bernazza) [canta Ariodante Dalla] (Cetra, DC 4991)
- 1949 - Angeli negri (Larici - Testoni - Maciste) / Valzer dell'ascensore (Casiroli - Nisa) [con Elena Beltrami] - orchestra Cetra, dir. Barzizza (Cetra, DC 5012)
- 1949 - Ciuco peruviano (Madero - Nisa) orch. Cetra dir. Barzizza / ?  (Cetra DC 5013)
- 1949 - Se vuoi ballar la samba [con i Radio Boys] (Nisa - Lopez) / Melody (Trenet - Cherubini) - orch. Cetra, dir. Barzizza (Cetra, DC 5014)
- 1949 - Acercate mas (Farres - Larici) / Vele al vento [canta Ariodante Dalla] - orch. Excelsius, dir. Mario Migliardi (Cetra DC 5032)
- 1949 - Chissà, chissà, chissà (Farres - Testoni - Larici) beguine / Se a Milan ci fosse il mare (Olivieri - Sussain) [con Elena Beltrami e Radio Boys] valzer - orch. Cetra dir. Barzizza (Cetra, DC 5036)
- 194? - Vecchia violetta (?) [con Elena Beltrami e Radio Boys] / (?)
- 1949 - Chissà, chissà, chissà (Farres - Testoni - Larici) beguine / Angeli negri (Larici - Testoni - Maciste) (Cetra, DC 5046)
- 1949 - Speak Low (Weill - Devilli) slow dal film "Il bacio di Venere" / Bolero (Durand - Contet) [canta Lidia Martorana] - orch Excelsius dir. M. Migliardi (Cetra, DC 5055)
- 1949 - Tarantella dell'amore (Merletta - Sordi) [con Elena Beltrami e Radio Boys] - orch. Barzizza / Che mele [con Lidia Martorana] - orch. Migliardi (Cetra, DC 5085)
- 1950 - Ritorneremo a Capri (Alberti - Gangemi) / Ti voglio dire sottovoce  (?)
- 1950 - Solo jazz (D'Arena - Testoni) / Malaguena [eseguono i Radio Boys] - orch. Excelsius dir. da M. Migliardi (Cetra DC 5086)
- 1950 - Geraldine (Ziegler - Wassil - Stanley) / Ho perduto l'indirizzo (?) (Cetra DC 5089)
- 1950 - Botta e risposta (Barzizza - Garinei - Giovannini) [con Elena Beltrami e Radio Boys] / ?  - orch. Barzizza (Cetra ?)
- 1950 - A quarant'anni (?) / Per una sola (?) slow - orch. Melody Song, dir. Piero Pavesio (Cetra, DC 5141)
- 1950 - Un bel blu (Cuccaro - Fiorelli - Maestrin) / Vecchia scuola - orch. Melody Song, dir. Pavesio (Cetra 5142)
- 1950 - Oggi son milionario (?) / Varsavia beguine (Bassi - Testoni) - orch. Melody Song, dir. Pavesio (Cetra, DC 5143)
- 1950 - Storia di un povero cuore (Mascheroni) / ?  (Cetra EE 6010)
- 1950 - That's Real Boogie-Woogie Boys (?) / When Day is done (Katscher - De Sylva) slow fox - Orch. Martelli (La Voce del Padrone, AV 680)
- ? - Dolcemente / ?
- ? - Ho baciato Marisa / ?
- ? - Ma perché? / ?
- ? - Noa Noa / ?
- ? - Polo Nord / ?
- ? - Quando c'è l'amore / Vecchio Danubio - orchestra Barzizza
- ? - Questa notte saprò (Devilli – Cochran - Nisa) / ?? - Signorina che canti alla radio / ?
- ? - Tu devi ricordar / ?